# Archidendropsis fulgens
Archidendropsis fulgens là một loài thực vật có hoa trong họ Đậu. Loài này được (Labill.) I.C. Nielsen miêu tả khoa học đầu tiên năm 1983.